# Miheșu de Câmpie
Miheșu de Câmpie (Hongaars: Mezőméhes; Duits: Bienendorf) is een comună in het district Mureş, Transsylvanië, Roemenië. Het is opgebouwd uit acht dorpen, namelijk:
- Bujor (Kendeffytanya)
- Cirhagău (Cserhágó)
- Groapa Rădăii (Laposdülőtanya)
- Miheşu de Câmpie (Mezőméhes)
- Mogoaia
- Răzoare (Mezővelkér)
- Şăuliţa (Kissályi)
- Ştefanca

## Demografie
In 2002 telde de comună 2.538 inwoners, in 2007 waren er al 2.597. Dat is een stijging van 59 inwoners (+2,3%) in vijf jaar tijd.

## Galerij

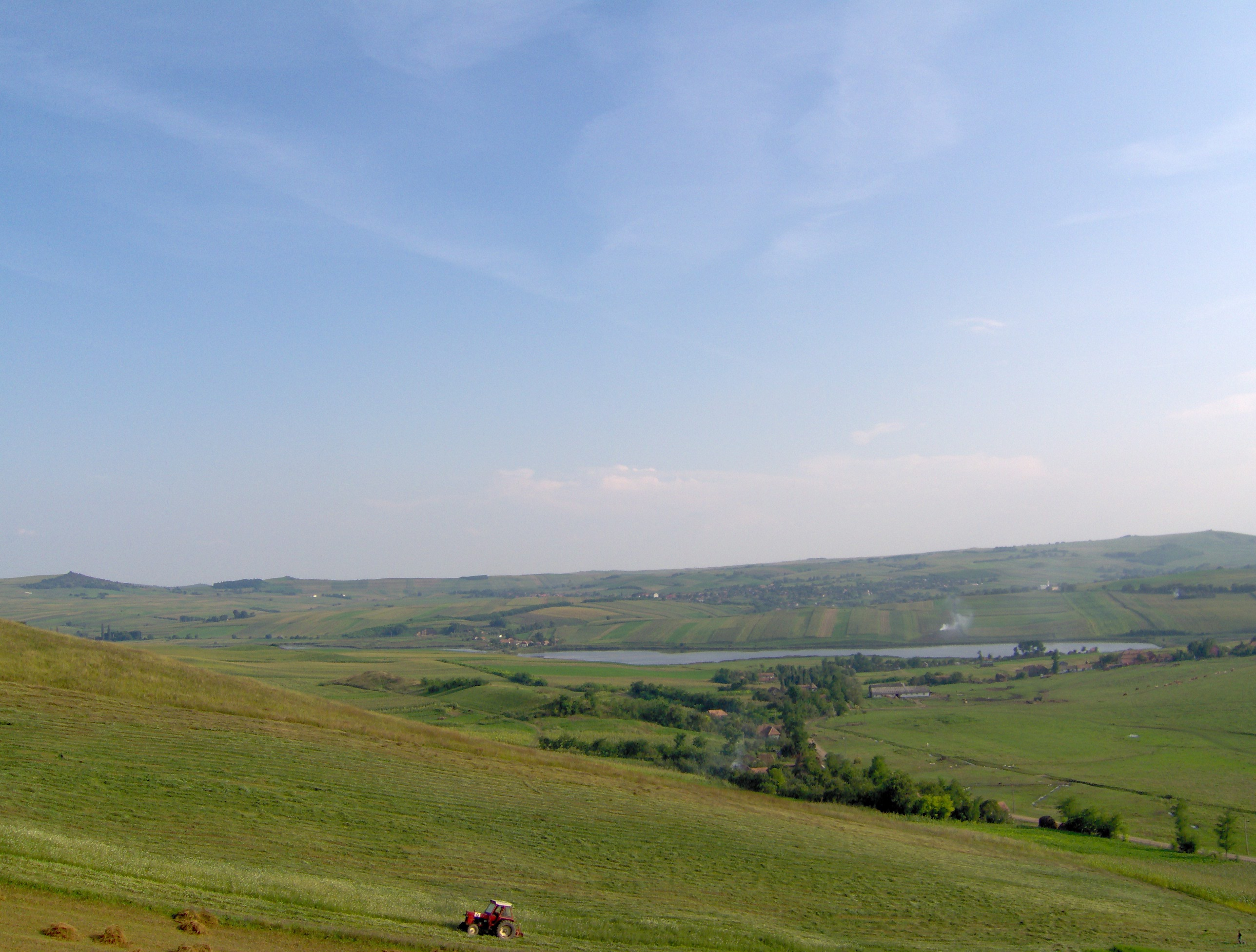
Een tractor aan het werk op de zeer uitgestrekte vlaktes van de comună